# Justin van Tergouw
Justin Jeremy van Tergouw (Utrecht, 20 april 2000) is een Nederlands darter. Hij won in 2017 en 2018 het BDO World Youth Championship. In 2016 won hij tevens de WDF Europe Youth Cup en in 2017 de WDF World Youth Cup.

## Carrière
In 2015 won Van Tergouw de Finder Darts Masters bij de jeugd. Hij versloeg in de finale landgenoot Maikel Verberk met 2-0 in sets. In datzelfde jaar won Van Tergouw de World Youth Masters. Hij versloeg Joshua Richardson uit Engeland in de finale met 4-1. In 2016 won hij in het Hongaarse Boedapest de WDF Europe Youth Cup Singles en won hij de Finder Darts Masters en World Youth Masters opnieuw. Ook nam Van Tergouw in 2016 deel aan het PDC-jeugdwereldkampioenschap, waarin hij in de eerste ronde verloor van Dean Reynolds uit Wales. In 2017 won hij het BDO-jeugdwereldkampioenschap nadat hij de Schot Nathan Girvan in de finale versloeg op Frimley Green. Tevens won hij dat jaar in het Japanse Kobe de WDF World Youth Cup Singles. Ook in 2017 nam Van Tergouw deel aan het PDC-jeugdwereldkampioenschap, waarin hij de derde ronde behaalde en verloor van Josh Payne uit Engeland. Ook behaalde Van Tergouw de laatste 16 op de Dutch Open waar hij uiteindelijk met 4-0 verloor van Scott Mitchell. In 2018 prolongeerde Van Tergouw zijn BDO-wereldtitel door met 3-1 in sets te winnen van de Ier Killian Heffernan. Van Tergouw speelt tevens op regionaal niveau bij team Dirty Mango's uit Houten in de Eredivisie van de DBMN en in de landelijke SuperLeague-hoofdklasse bij team Bosgenoegen uit Ermelo, met onder anderen Co Stompé als teamgenoot.
Op 5 augustus 2018 wist Van Tergouw zijn eerste internationale seniorentitel te winnen, namelijk de BDO Belgium Masters. Dit deed hij door in de finale toenmalig regerend BDO-wereldkampioen Glen Durrant met 2-1 in sets te verslaan.

## Resultaten op jeugdwereldkampioenschappen

### PDC
- 2016: Laatste 64 (verloren van Dean Reynolds met 0-6)[2]
- 2017: Laatste 16 (verloren van Josh Payne met 5-6)[4]
- 2018: Laatste 32 (verloren van Jarred Cole met 3-6)
- 2019: Laatste 16 (verloren van Martin Schindler met 2-6)
- 2022: Laatste 32 (verloren van Owen Roelofs met 4-6)

### BDO
- 2017: Winnaar (gewonnen in de finale van Nathan Girvan met 3-0)
- 2018: Winnaar (gewonnen in de finale van Killian Heffernan met 3-1)